# 海岸
海岸（かいがん、英: coast）とは、陸と海が接する地帯のこと。
沿岸、海辺、渚・沚（なぎさ）、汀（みぎわ）、水際などともいう。

## 概要
海岸は海により形成された陸地部分を指すが、古くは「渚」（なぎさ・みぎわ）、「汀」（みぎわ）、「海辺」（うみべ）などと呼ぶことが一般的であった。「みぎわ」は水際を由来とし、中国漢字の水際を意味する渚や汀がその読みに充てられたと考えられている。沿岸は陸地部分だけでなく水上部分をも指すことが多い。
分類法はいくつもあり、その材質で「砂浜」「磯浜」などと分類する方法や、成因によって「沈水海岸」「離水海岸」などと分類する方法などがある。
海岸と生物の関係について焦点を当てると、様々な海岸の中でも岩礁性の海岸（磯）が特に生物が豊富である。砂浜は相対的には生物は少ないが、砂の隙間には間隙性生物が、陸側には海浜植物が見られる。
陸と海との境界の「線」は海岸線という。潮位との関連で「高潮海岸線」「低潮海岸線」の2種類があり、地形図には高潮海岸線が、海図には低潮海岸線が使われる。
- ニュージーランド西海岸、ナイツポイント（英語版）の海岸
- スコットランド、スカイ島Duirinish (en)の海岸
- ベトナム、トゥアティエン＝フエ省Lăng Côの嵐の日の海岸
- ガラパゴス諸島、es:Isla Seymour Norteの海岸
- イタリア、アマルフィの海岸
- 南太平洋サモアにあるウポル島の海岸
- キリバス、「地球温暖化が原因の海面上昇で最初に沈んでしまう」と言われている国[3]の海岸。

## 分類・種類
様々な分類法がある。
ひとつは、海岸の材質によって、「砂浜」「磯浜（磯）」などと分類する方法がある。
砂浜とは砂でできた海岸である。「磯」や「磯浜」と呼ばれるのは、岩礁性の海岸である。
- 砂浜の一例（沖縄県来間島の長間浜）
- 磯（磯浜）の一例（千葉県鴨川市の海岸）

また、海岸の地形をその成因によって分類し、沈水海岸と離水海岸に分けることもできる。沈水海岸とは地盤沈降によるもの、離水海岸とは海底隆起によるもの。
海面の変化に影響されないものを「中性海岸」と分類する。デルタ海岸や干潟、珊瑚礁などがこれに分類される。
地形によって分類することも可能である。
- 浦、つまり陸地に海が入り込んだ海岸の一例
- 断崖状の海岸の一例（フィリピン共和国バタンガス州ナスグブ町の海岸）

他に人工的に生みだされた海岸、例えば、埋立地の海岸、人工的に造成した海岸などを特に「人工海岸」と分類する。
なお、海岸地帯の土地は満潮線・干潮線との関係に着目し、「潮上帯」「潮間帯」「潮下帯」に分類することも行われている。

## 沈水海岸と離水海岸
- 沈水海岸（英: Submergent coastline）

地盤沈降により、相対的に海面が上昇したものを沈水海岸という。
河川などによって削られた地形に海が入り込むために、海岸付近で急激に深くなったり、岸近くに思わぬ暗礁があったりと海岸線が複雑になることが多い。海岸は硬い岩石からなり、岩石が露出し、山地が海岸に迫る。このような海岸は岩礁海岸や磯浜海岸とよばれ、一般には磯（いそ）とも呼ばれる。地形ではリアス式海岸や多島海、フィヨルド、三角江、断層海岸などがこれに分類される。例として三陸海岸や瀬戸内海、スカンディナビア半島のフィヨルド地帯が挙げられる。
- 離水海岸（英: Emergent coastline）

逆に海底が隆起し、相対的に海面が下降したものが離水海岸である。
海岸線は平坦、遠浅で、海岸は地層が凝固していない砂からなる砂浜海岸となることが多い。地形では沿岸州、潟湖（ラグーン）、砂州・砂嘴、砂丘、陸繋島・陸繋砂州（トンボロ）、海岸平野や海岸段丘・海食崖・海食棚（波食台）がこれに分類される。例として千葉県九十九里浜、鹿児島県吹上浜などが挙げられる。

## 海岸線
陸と海との境界の「線」は海岸線（かいがんせん）と呼ばれる。汀線（ていせん）ともいう。
海面は潮汐とともに上下し、潮差の大きい地方では、1日のうちでも周期的に大きく変動する。満潮時の境界線を高潮海岸線または満潮汀線とよび、地形図で用いられる。干潮時の海岸線は低潮海岸線あるいは干潮汀線とよんで、海図に描かれる。
海岸線は、波による侵食、堆積作用、地殻運動による隆起と沈降、海水準変化などによってその位置が変化しやすい。
各国の海岸線の長さに関しては国の海岸線の長さ順リストを参照。
なお、島嶼国家である日本は海岸線が長く、その合計は3万5000キロに達しており、アメリカ合衆国の1.5倍、中華人民共和国の2倍の海岸線を保有している。

## 海岸の環境と生物
海岸にはたくさんの生物がすんでいるが、それらの生物は潮の満ち引き具合、海岸の底質（干潟・砂・岩礁）、食物の分布などに応じて細かくすみわけている。岩礁の場合、水準によって岩の上に付着する生物が違うため、帯状分布が観察しやすい。
海岸の生物の生息場所を表す方法のひとつとして、潮の満ち引きによる区分がある。満潮時の海岸線を満潮線、干潮時の海岸線を干潮線とよび、海岸をその2つの線で区切ると以下3つの地帯ができる。
潮上帯
満潮線より上の地帯で、いつも陸上となる部分。飛沫帯（ひまつたい）ともいう。ふつうの植物は塩分に弱いので海岸から距離を置く必要があり、植物が生えきれない砂浜や岩場は乾燥が激しい。よってここには乾燥と潮風に耐えうる生物だけが生息できる。
潮間帯
満潮線と干潮線の間の地帯で、1日のうちに陸上になったり海中になったりする部分を潮間帯という。河川や海水が無機塩類を運搬するうえ潮が引くと日光がよく当たる。生物にとって栄養と太陽光は充分だが、日射や降水によって塩分濃度や温度が急激に変わり、また強い波浪にも対応する必要がある。よってここには環境の変化に強い生物が多い。干潮時に海水が残る部分を潮だまりといい、生物の生活の上では重要である。
潮下帯
干潮線より下の地帯で、いつも海中となる部分。生物にとっては安定した環境だが、干潮線の直下などでは強い波浪に対応する必要がある。
海岸の型
生物にとっての海岸は、その地形や条件によって異なり、それは地理的な分類とはまた異なっている。また、どの生物を中心に考えるかによっても、見方が違う場合がある。
- 岩礁海岸・一般に言われる磯では、生物の多様性が高く、様々な動植物の観察に適している。
- 砂浜は、底質が単調で固定していないだけに、生物の多様性は必ずしも高くないが、独特の生物が見られる。砂の隙間には間隙性生物が生息し、陸側には海浜植物が見られる。
- 内湾や河口の風や波あたりの弱いところは、細かい泥が堆積する。干潮時には広い泥質の底面が空気にさらされる。このような環境を干潟という。干潟では主として海産の生物が生息する。干潟の陸側では、淡水の影響があって一部の陸生植物が進入する。このような場所を、陸生植物の側から見たときに塩性湿地とよぶ。熱帯ではここにマングローブが成立する。

## 海岸の利用と保護
- 海岸は古来、食糧を得るために漁が行われてきた場所である。現代では釣りや潮干狩りなどの遊びやレジャーの場ともなっている。砂浜は海水浴場となる。
- 海岸の中でも美しい景観の場所は観光名所ともなる。
- 海岸は、砂浜ならば、漁師の舟（小さなボート）を乗り上げ、ロープなどで引っ張り「陸揚げ」することはできる。古来行われており、今でも世界各地の砂浜で漁師の小舟が乗り上げているのを見ることができる。だが砂浜でも中型～大型の船は、大きすぎ、重過ぎて、また船底の形も陸揚げに向かないので、陸揚げすることは基本的にはできない。岩場などは（船というのは船底が擦ると傷んでしまうので、特に岩場で座礁すると船底に穴が空いてしまうので）大抵は自然の地形そのままで利用することは困難で、何らかの造成が必要となることが多い。たとえばフェニキア人の国家カルタゴは建築技術を用いて石材やモルタルを用いて大きな港を建造し国際海洋国家として繁栄し、ローマと対等に競い合った。日本では鎌倉時代、鎌倉の浜では（大きさ15～数十cmほどの）石を大量に投げ入れて船着き場・荷降ろし場を人工的に作り海運に役立てた。それは今も（なかば水没する形だが）遺跡として残っている。現代では海岸を船着き場として活用する場合は、結局、コンクリートで工事をすることが一般的である。
- 土地を増やしたい場合に海岸付近の海が埋め立てられ埋立地となる。またゴミ処分のために埋立地が作られることもある。埋立地の用途はさまざま。現代では工業地帯や空港などが建設されることも多い。
- 海岸が浸食されては困る場所では、消波ブロック（テトラポッド）の設置などにより、侵食を防ぐ処置が行われている。
- 上流のダム・砂防ダム、あるいは海岸の防波堤などを建設したことの悪影響で、砂浜の中には砂の供給が減少し、消滅していってしまうものもある。養浜が行われる場所もあるが、多額の費用をかけた割に砂が定着せず流出し、失敗してしまうこともある。
- 人類が日常的に世界各地の川で投棄したゴミが、海へと流れてゆき、海岸に打ち上げられ、結局、海岸の大量のゴミ（漂着ゴミ・海洋ゴミ）となっている。
- 海洋投棄された廃棄物や貨物船の事故などにより流れ出た積載物や重油などによってもまた、海岸は汚染される。

## ギャラリー
- 船を着ける場所としての利用。砂浜なら船底も傷まないので、とりあえず砂に乗り上げた場所で係留することもできる。
- 舟をしっかりと陸にあげる場所としての利用。昔なら大人数で力を合わせてロープを引いて舟を上げた。現代ならウィンチで引き上げる。
- カルタゴの港（の再現模型）。各パーテーション内に大きな軍艦が1隻入る。数十の軍艦が本拠地とした巨大な複合型軍事港。
- 消波ブロックを使用した海岸保護の一例
- 雁木による護岸
- ハワイの海岸に打ち寄せられたゴミの山。人類が日常的に川や側溝などに捨てているゴミが、ひとめぐりして結局 海岸にたどりつく。（商品に印刷されている文字などによって）ハワイの海岸に打ち寄せられるゴミの数割は日本人が出したゴミであることが知られている。
- エジプト、紅海の海岸に打ち寄せられたゴミ